# Disintegration
Disintegration är det åttonde studioalbumet av det engelska rockbandet The Cure, utgivet den 2 maj 1989 på Fiction Records. Albumet genomsyras av en melankolisk stämning med långsamma trumgångar och återkommande melodislingor. Det mesta av materialet är skrivet av bandets frontfigur Robert Smith under den depression han led av i slutet av 1980-talet.
Albumet är ett av The Cures mest framgångsrika. Det blev trea på UK Albums Chart och tolva på Billboard 200.

## Låtlista
Alla låtar skrivna av Smith, Gallup, O'Donnell, Thompson, Tolhurst och Williams.
1. "Plainsong" – 5:12
2. "Pictures of You" – 7:24
3. "Closedown" – 4:16
4. "Lovesong" – 3:28
5. "Last Dance" – 4:42
6. "Lullaby" – 4:08
7. "Fascination Street" – 5:16
8. "Prayers for Rain" – 6:04
9. "The Same Deep Water as You" – 9:18
10. "Disintegration" – 8:18
11. "Homesick" – 7:06
12. "Untitled" – 6:30

## Singlar
- "Lullaby" (19 april 1989)
- "Fascination Street" (april 1989)
- "Lovesong" (21 augusti 1989)
- "Pictures of You" (19 mars 1990)

## Medverkande
- Robert Smith – sång, gitarr, keyboard, 6-strängad bas, producent, ljudtekniker
- Simon Gallup – bas, keyboard
- Porl Thompson – gitarr
- Boris Williams – trummor
- Roger O'Donnell – keyboard
- Lol Tolhurst – andra instrument
- David M. Allen – producent, ljudtekniker
- Richard Sullivan – ljudtekniker
- Roy Spong – ljudtekniker